# Josef I. Esterházy z Galanty
Josef I. kníže Esterházy z Galanty (německy Joseph I. Esterházy de Galantha; 7. května 1688 Eisenstadt – 6. června 1721 Eisenstadt) byl uherský šlechtic a třetí kníže a majorátní pán rodu Esterházyů. Jeho hlavním sídlem byl knížecí zámek v Eisenstadtu.

## Život

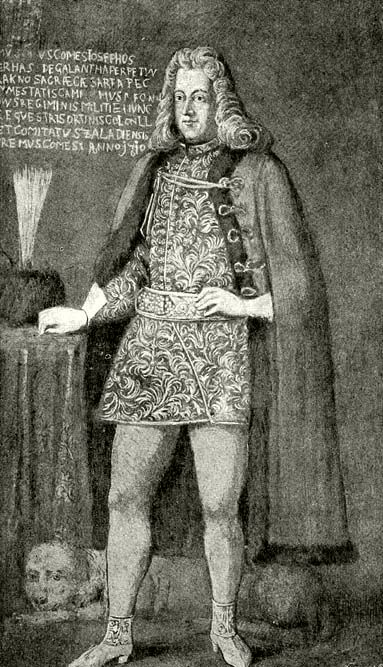
Joseph I Esterhazy

Rodokmen Esterházyů

Josef pocházel z manželství Pavla I. (1635–1713) s Evou Thökölyovou, sestrou kuruckého vůdce Imreho Thökölyho (1657–1705). Byl páté dítě tohoto svazku a první syn, který přežil dětský věk. V šestnácti letech začal kariéru v armádě, v jejímž průběhu dosáhl hodnosti plukovníka. 

### Manželství a potomstvo
V roce 1707 se Josef oženil s Marií Oktavií z Gilleisu, která z matčiny strany pocházela z rodu Starhembergů a byla ve stejném věku jako on. Z jejich manželství se narodili dva synové a dcera: 
- Pavel Antonín (1711–1762), maršál
- Maria Josefa (1712 ) provdaná do rodu Lambergů
- Mikuláš Josef (1714 –1790), polní maršál

Když v březnu 1721 zemřel Josefův předchůdce a nevlastní bratr Michal I., aniž by zanechal syna oprávněného dědit (byl pouze otcem dvou dcer), stal se Josef majorátním pánem a hlavou knížecí větve rodu. V čele rodu zůstal pouhých 74 dní, neboť zemřel již v červnu téhož roku. Zda šlo o náhlé úmrtí nebo smrt v důsledku dlouhodobé nákazy, není zaznamenáno. Jeho nástupcem v roli majorátního pána a hlavy rodiny se stal teprve desetiletý syn Pavel II. Antonín.